# Penelopa prująca całun
Penelopa prująca całun (ang. Penelope Unraveling her Web) – obraz malarza angielskiego Josepha Wrighta.
Obraz został zamówiony przez projektanta i producenta naczyń Josiaha Wedgwooda, który pragnął złożyć hołd kobiecej zapobiegliwości i oddaniu.

## Geneza tematu
Temat obrazu ilustruje jeden z wątków historii Odyseusza i jego powrotu do domu, do wyczekującej go żony Penelopy. Wright opierał się na relacji Homera zawartej w Odysei. Zgodnie z nią Penelopa przez dwadzieścia lat oczekiwała na powrót małżonka. Przez ten czas musiała opędzać się od zalotników i amantów, stosując różne wybiegi i tłumaczenia. Jednym z nich było złożenie obietnicy, iż po utkaniu całunu pogrzebowego dla męża wybierze nowego oblubieńca. O swoim fortelu opowiedziała żebrakowi, który zjawił się w jej komnacie. Żebrakiem był przebrany Odyseusz: 

Odtąd dniem pracowałam około kobierca,
Porąc nocą przy żagwiach, com we dnie utkała
Takiem ich przez trzy roki wciąż oszukiwała.
lecz gdy czwarty przyniósł pór odmienne lica,
Wyszła przez suki-dziewki na wierzch tajemnica.
Wpadli gachy, groźnymi jęli lżyć mnie słowy,
I zmusili dokończyć, Całun był gotowy!
Dłużej mi niepodobna wesela odkładać.
(Homer, Odyseja, 19,80-106)

## Opis obrazu
Wright był mistrzem nocnych scen i wykorzystania efektów świetlnych w swojej epoce. Nocna scena ukazuje Penelopę siedzącą na łóżku oraz śpiącego Telemacha, jej syna. Oboje skąpani są w świetle padającego z niewidocznego źródła i nadającemu silny efekt chiaroscuro. W scenie nie ma żywego Odyseusza pod postacią żebraka, znajduje się natomiast jego posąg. Wzrok Penelopy, jak i głowa Odyseusza zwrócone są ku śpiącemu synowi. Po lewej stronie Wright umieścił psa Argosa, wiernego towarzysza Odyseusza. Stanowi on kulminacyjny punkt w opowieści Homera – pies jedyny rozpoznał swojego pana. Na obrazie towarzyszy Penelopie i Telemachowi.